# Évaillé
Évaillé est une ancienne commune française, située dans le département de la Sarthe en région Pays de la Loire, peuplée de 342 habitants.
La commune fait partie de la province historique du Maine, et se situe dans le Haut-Maine.

## Géographie
| Maisoncelles  | Écorpain |                |
| Tresson       | Évaillé  | Sainte-Cérotte |
| Sainte-Osmane |          | Cogners        |

## Toponymie
Le gentilé est Évailléen.

## Histoire
Le 1er janvier 2019, la commune fusionne avec Sainte-Osmane pour créer la commune nouvelle de Val-d'Étangson dont la création a été officialisée par un arrêté préfectoral du 13 septembre 2018.

## Politique et administration
| Période                                  | Période       | Identité          | Étiquette | Qualité                |
| ---------------------------------------- | ------------- | ----------------- | --------- | ---------------------- |
| ?                                        | mars 2001     | Yves Cissé        |           |                        |
| mars 2001                                | janvier 2010  | Guy Leproux       |           |                        |
| avril 2010                               | décembre 2018 | Patrick Grémillon | SE        | Technicien territorial |
| Les données manquantes sont à compléter. |               |                   |           |                        |

## Démographie
En 2021, la commune comptait 342 habitants. Depuis 2004, les enquêtes de recensement dans les communes de moins de 10 000 habitants ont lieu tous les cinq ans (en 2008, 2013, 2018, etc. pour Évaillé) et les chiffres de population municipale légale des autres années sont des estimations.
| 1793 | 1800 | 1806 | 1821 | 1831 | 1836 | 1841 | 1846 | 1851 |
| ---- | ---- | ---- | ---- | ---- | ---- | ---- | ---- | ---- |
| 763  | 778  | 900  | 871  | 861  | 847  | 825  | 804  | 788  |

| 1856 | 1861 | 1866 | 1872 | 1876 | 1881 | 1886 | 1891 | 1896 |
| ---- | ---- | ---- | ---- | ---- | ---- | ---- | ---- | ---- |
| 751  | 739  | 718  | 698  | 691  | 670  | 657  | 653  | 665  |

| 1901 | 1906 | 1911 | 1921 | 1926 | 1931 | 1936 | 1946 | 1954 |
| ---- | ---- | ---- | ---- | ---- | ---- | ---- | ---- | ---- |
| 645  | 674  | 670  | 603  | 628  | 633  | 652  | 689  | 638  |

| 1962 | 1968 | 1975 | 1982 | 1990 | 1999 | 2008 | 2013 | 2018 |
| ---- | ---- | ---- | ---- | ---- | ---- | ---- | ---- | ---- |
| 580  | 502  | 445  | 365  | 351  | 314  | 380  | 353  | 354  |

| 2019 | - | - | - | - | - | - | - | - |
| ---- | - | - | - | - | - | - | - | - |
| 350  | - | - | - | - | - | - | - | - |

## Lieux et monuments
- Église Saint-Martin, des XIe, XVe, XVIe et XIXe siècles, inscrite au titre des monuments historiques en 1926[6].
- Château de l'Auchellerie.